# 元攻占城之战
元攻占城之战，元世祖至元十九年（1282年）六月到至元二十一年（1284年），元朝攻打占城的作战。
至元十五年（1278年），元朝右丞唆都派人到占城，返回时报告元世祖，占城王有内附之意。至元十六年（1279年）十二月，元廷派兵部侍郎教化与唆都出使占城。至元十七年（1280年）二月，占城国王向元朝奉表称臣。至元十八年（1281年），元朝封占城王为占城郡王。元朝以占城内附，派唆都建立占城行省。占城王子补的反元。出使暹国的元朝万户何子志、千户皇甫杰，出使马八儿国的元朝宣慰使尤永贤、亚阑等人，在途经占城时先后被扣压。元世祖以占城降而复叛，至元十九年（1282年）六月，命唆都调集江淮、江浙、福建、湖广军五千人，海船百艘，二百五十艘船只，进攻占城。占城军修筑木城防御，木城周长约二十几里，设回回炮百余座，占城王因陀罗跋摩六世亲自率领重兵屯驻木坡西十里外，作为策应。十一月，唆都率军从广州航行到占城港，派镇抚李天祐七次前往招抚，都没有服从。十二月，再请真腊国使前往招谕。至元二十年（1283年）正月十五日夜，元朝分兵三路，向占城发起攻击。琼州安抚使陈仲达、总管刘金等率兵一千六百，取水路攻木城北面；总管张斌、百户赵达带兵三百人攻打东面牵制敌军；唆都率主力三千分为三队攻木城南面。占城守軍开南门，万余人分三队迎战。元军半日激战，攻入木城，并攻进占城国都城。占城国王和王子补的退入鸦侯山，一面派人诈降，一面收集残兵，得二万余人，并派人向真腊等国借兵，企图继续抵抗。唆都派万户张颙率軍进攻占城国王，击败占城国二千余人阻击后，转战至鸦侯山，因山林阻挡不能进，被占城军侧击，切断归路，张颙经死战方免于难。至元二十一年（1284年）三月，唆都奉命从占城进攻安南，撤军北进。四月十二日，占城王派他的孙子济目理勒蛰等奉表归附。